# 마인츠
마인츠(Mainz)는 독일 라인란트팔츠주의 주도이다.

## 역사

### 초기
기원전 14세기부터 기원전 9세기까지 켈트족의 거주지였으며, 로마인의 침략 후 모군티아쿰(켈트족의 신 중 하나의 이름을 땄음)이라는 군사 막사를 세웠다. 그 후 로마인이 떠난 뒤에 게르마니아 수도원의 중심지로 발전하고, 6세기에 시가지가 완성되었다. 군사적으로 작전에서 중요한 곳이 되었으며, 상업은 프랑크푸르트 암 마인과 만하임에 밀려 거의 발전하지 못했다. 라인 강의 포도주교역 중심지가 되었다.

### 중세
그 후 1118년 자치권을 취득했고, 1244년 완벽하게 자유도시가 되었다. 1254년에 강력한 라인 지방 도시 연맹의 중심지로 발전했다. 1440년에는 여기에서 유럽 최초의 금속 활자 발명가로 유명한 요하네스 구텐베르크가 태어났다.

### 황금기의 끝
30년 전쟁 중 스웨덴과 프랑스에 점령되었다. 1792년 프랑스가 프랑스 혁명 중 재점령했다.

### 전쟁 중
제1차 세계 대전 중에 위험은 피해갔으나 제2차 세계 대전 때에 폭격당하였고, 급속히 재건한 결과 현재는 더 이상 폭격된 건물이 남아 있지 않다.

## 산업
산업화가 비교적 늦었고 화학 또는 의학약품, 유리 등을 생산한다.

## 인구
| 연도    | 인구    | ±%      |
| ------- | ------- | ------- |
| 50      | 16,000  | —       |
| 750     | 5,000   | −68.8%  |
| 1300    | 24,000  | +380.0% |
| 1545    | 10,000  | −58.3%  |
| 1700    | 20,000  | +100.0% |
| 1816    | 25,251  | +26.3%  |
| 1871    | 53,902  | +113.5% |
| 1900    | 84,251  | +56.3%  |
| 1910    | 110,634 | +31.3%  |
| 1925    | 108,552 | −1.9%   |
| 1933    | 142,627 | +31.4%  |
| 1939    | 158,533 | +11.2%  |
| 1950    | 88,369  | −44.3%  |
| 1961    | 134,375 | +52.1%  |
| 1970    | 172,195 | +28.1%  |
| 1987    | 172,529 | +0.2%   |
| 2011    | 200,344 | +16.1%  |
| 2018    | 217,118 | +8.4%   |
| source: |         |         |

## 기후
| Mainz의 기후             | Mainz의 기후 | Mainz의 기후 | Mainz의 기후 | Mainz의 기후 | Mainz의 기후 | Mainz의 기후 | Mainz의 기후 | Mainz의 기후 | Mainz의 기후 | Mainz의 기후 | Mainz의 기후 | Mainz의 기후 | Mainz의 기후 |
| 월                       | 1월          | 2월          | 3월          | 4월          | 5월          | 6월          | 7월          | 8월          | 9월          | 10월         | 11월         | 12월         | 연간         |
| ------------------------ | ------------ | ------------ | ------------ | ------------ | ------------ | ------------ | ------------ | ------------ | ------------ | ------------ | ------------ | ------------ | ------------ |
| 일평균 최고 기온 °C (°F) | 3.4 (38.1)   | 5.3 (41.5)   | 9.7 (49.5)   | 14.2 (57.6)  | 19 (66)      | 22.0 (71.6)  | 24 (75)      | 23.6 (74.5)  | 20.1 (68.2)  | 14.3 (57.7)  | 8 (46)       | 4.5 (40.1)   | 14.0 (57.2)  |
| 일평균 최저 기온 °C (°F) | −1.2 (29.8)  | −0.6 (30.9)  | 1.9 (35.4)   | 4.8 (40.6)   | 8.7 (47.7)   | 11.9 (53.4)  | 13.4 (56.1)  | 13.2 (55.8)  | 10.3 (50.5)  | 6.6 (43.9)   | 2.5 (36.5)   | −0.1 (31.8)  | 5.9 (42.7)   |
| 평균 강수량 mm (인치)    | 38 (1.5)     | 36 (1.4)     | 38 (1.5)     | 38 (1.5)     | 51 (2)       | 58 (2.3)     | 56 (2.2)     | 53 (2.1)     | 41 (1.6)     | 43 (1.7)     | 48 (1.9)     | 46 (1.8)     | 550 (21.5)   |
| 출처: Intellicast        |              |              |              |              |              |              |              |              |              |              |              |              |              |

## 자매 도시
- 영국 왓퍼드 (1956년)
- 프랑스 디종 (1957년)
- 프랑스 롱샴 (1966년)
- 크로아티아 자그레브 (1967년)
- 이탈리아 로덴고 (1977년)
- 스페인 발렌시아 (1978년)
- 아제르바이잔 바쿠 (1984년)
- 이스라엘 하이파 (1987년)
- 독일 에르푸르트 (1988년)
- 미국 루이빌 (1994년)

## 같이 보기
- 요하네스 구텐베르크